# Jordi Brufau Redondo
Jordi Brufau Redondo   (Salamanca, 5 de juny de 1960) és un regatista i enginyer industrial català.

## Biografia
Ha tripulat conegudes embarcacions com el Bribón o el Menenes, d'Enrique Bassas; hi ha sigut patró d'altres com el Trapío o el Ramel. Va formar part de la tripulació del Licor 43 —ideat i patronejat pel seu oncle, Joaquim Coello Brufau—, el primer veler espanyol que va disputar i completar la Volvo Ocean Race (competició antigament dita Whitbread Round the World), donant la volta al món entre 1981 i 1982, motiu pel qual tota la tripulació va rebre la Creu al Mèrit Naval. Repetiria quatre anys més tard, el 1985, aquest cop patronejant el Fortuna light. També va participar en una edició de la Copa Amèrica amb l'Stars & Stripes, ha creuat l'Atlàntic en deu ocasions i ha navegat més de 100.000 milles.
És llicenciat en enginyeria industrial per l'Escola Tècnica Superior d'Enginyeria Industrial de Barcelona, i màster en Direcció per l'IESE. Va dirigir el projecte de construcció de l'Hispaniola, un veler de competició de 20 m d'eslora (1986-89) de fibra de carboni pre-impregnat. També va ser l'armador del Blue Rocket (Reial Club Nàutic de Barcelona), que va debutar el 2017. Ha estat directiu de SENER i d'Applus+, i ha estat president del Fòrum Marítim Català.